# Ceanothus cyaneus
Ceanothus cyaneus är en brakvedsväxtart som beskrevs av Eastwood. Ceanothus cyaneus ingår i släktet Ceanothus och familjen brakvedsväxter. Inga underarter finns listade i Catalogue of Life.

## Bildgalleri

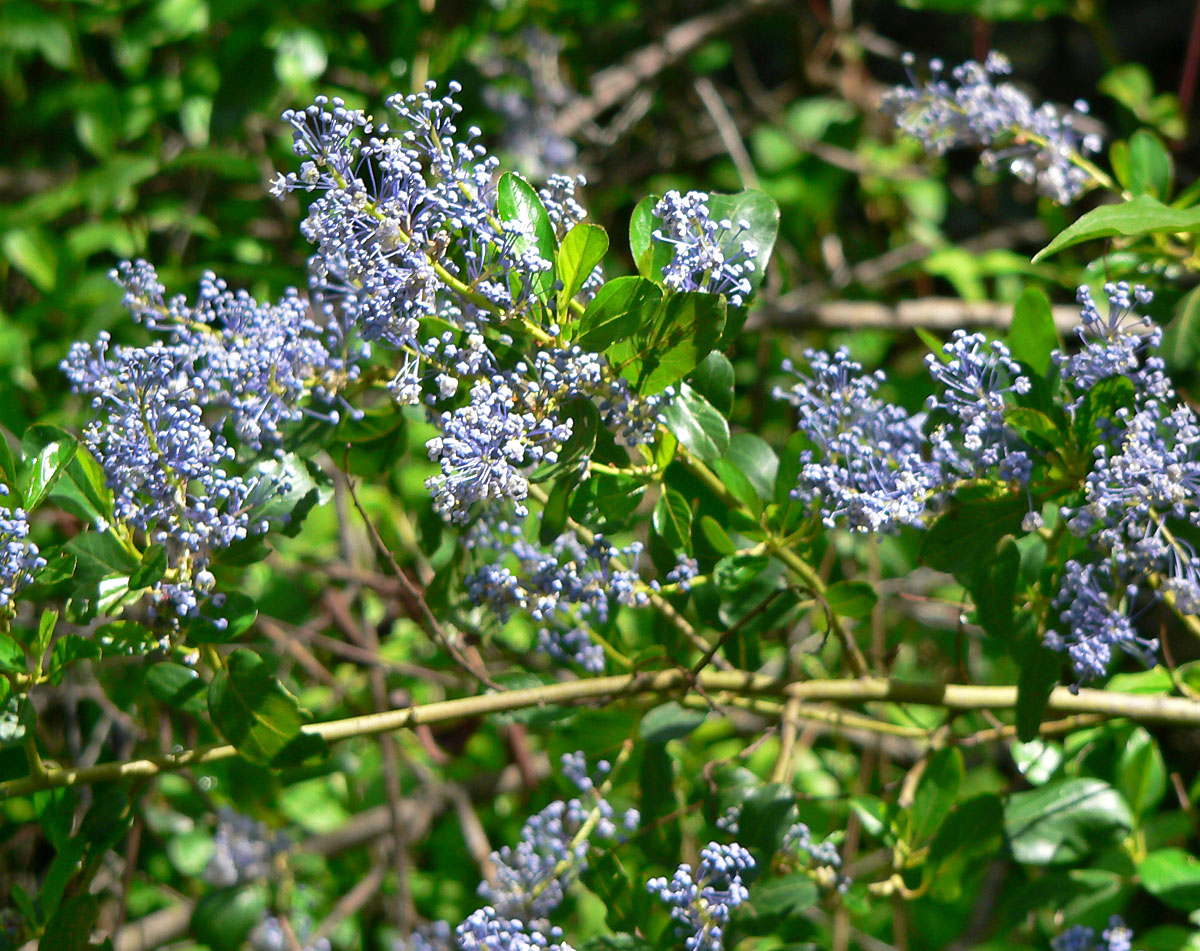
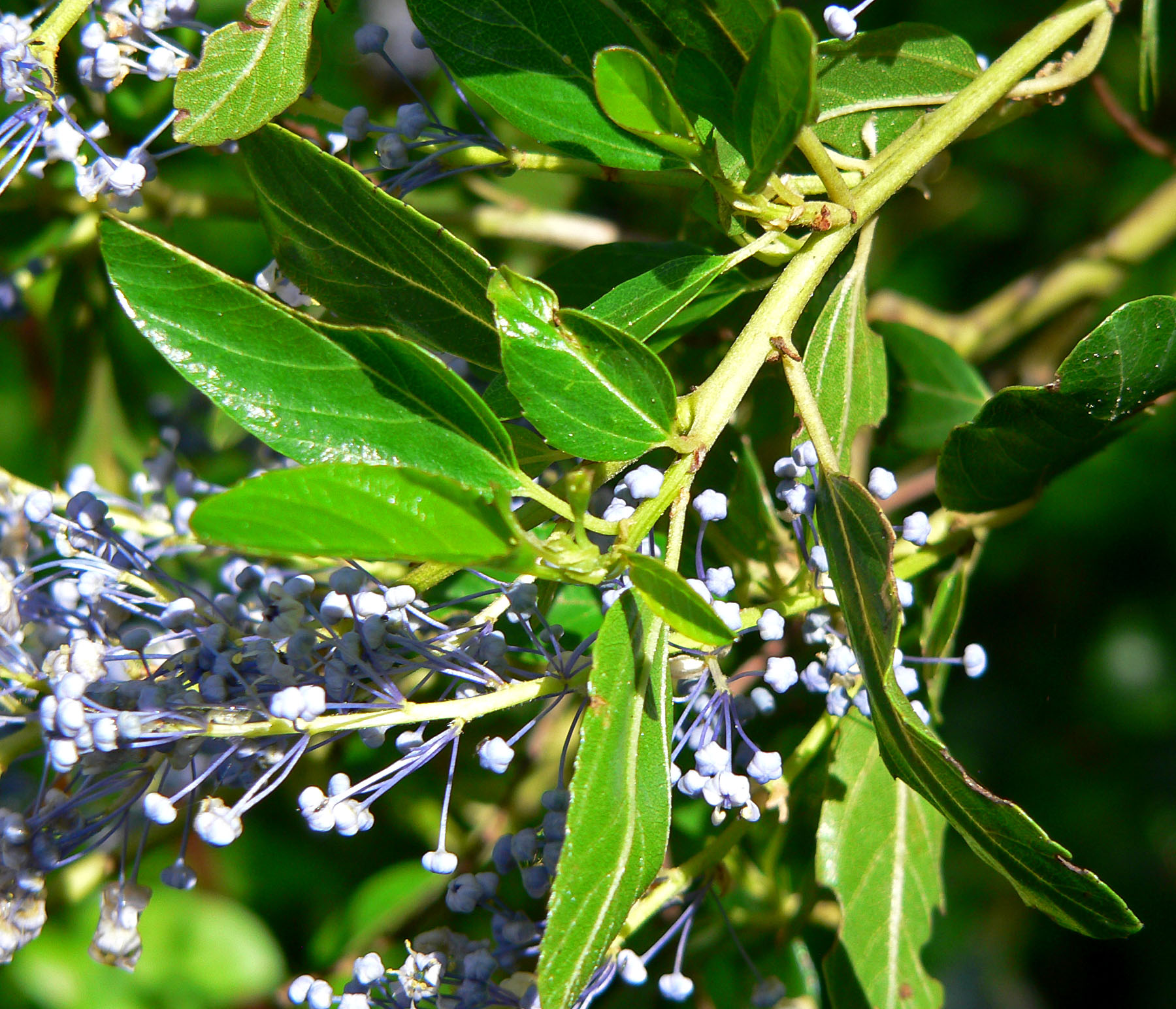